# Gustav Leonhardt
Gustav Leonhardt (30. května 1928 – 16. ledna 2012 ) byl nizozemský varhaník, cembalista a dirigent.
V letech 1947 až 1950 studoval na Schole Cantorum v Basileji u Eduarda Müllera. V roce 1950 debutoval jako cembalista ve Vídni, kde studoval muzikologii. Byl uznávaným interpretem, natočil řadu Bachových skladeb. Od roku 1954 byl profesorem Amsterdamské konzervatoře. Mezi jeho žáky patří mimo jiné Ton Koopman.

## Vyznamenání
- velkodůstojník Řádu prince Jindřicha – Portugalsko, 21. července 1998[1]
- komandér Řádu umění a literatury – Francie, 2007
- komtur Řádu koruny – Belgie, 2008